# I (zespół muzyczny)
I – norweska grupa muzyczna grająca heavy metal z wpływami black metalu. W skład zespołu wchodzą Abbath Doom Occulta z Immortal, King ov Hell z Gorgoroth, Ice Dale z Enslaved oraz Armagedda. Według strony zespołu jedną z ich z głównych inspiracji jest grupa Bathory. 
Debiutancki album zespołu Between Two Worlds został wydany 14 listopada 2006 roku przez Nuclear Blast. Ich pierwszym koncertem był występ podczas imprezy Hole in the Sky, która odbyła się 26 sierpnia 2006 roku. 

## Muzycy
- Olve "Abbath" Eikemo - śpiew, gitara elektryczna
- Arve "Ice Dale" Isdal - gitara elektryczna
- Tom Cato "TC King" Visnes - gitara basowa
- Gerhard "Armagedda" Herfindal - perkusja
- Harald "Demonaz" Nævdal - teksty utworów

## Dyskografia
| Rok  | Tytuł                                                                 | Pozycja na liście |
| Rok  | Tytuł                                                                 | NOR               |
| ---- | --------------------------------------------------------------------- | ----------------- |
| 2006 | Between Two Worlds - Data: 14 listopada 2006 - Wydawca: Nuclear Blast | 37                |